# Armadillo affinis
Armadillo affinis är en kräftdjursart som först beskrevs av James Dwight Dana 1853.  Armadillo affinis ingår i släktet Armadillo och familjen Armadillidae. Inga underarter finns listade i Catalogue of Life.